# Sadashi Komiya
Sadashi Komiya (小宮 定志 1932) es un botánico japonés. Fue Presidente de la "Sociedad de Plantas Insectívoras de Japón".
El profesor Komiya es una de las primeras y más famosas autoridades en plantas carnívoras de Japón

## Honores
- Profesor emérito de Biología, de la Universidad Dental Nipona.

- La abreviatura «Komiya» se emplea para indicar a Sadashi Komiya como autoridad en la descripción y clasificación científica de los vegetales.[2]

## Obras
- Komiya, S. & Kiyoshi Shimizu. 1978. Insectivorous Plants. Cultivation and Observation / Experiment. Ed. New-Science-Sha.

90 pp.
- Komiya, S. 1978. Insectivorous Plants. Observation and Cultivation. Ed. Asahi Sonorama. 160 pp.
- Komiya, S. 1994. The Insectivorous Plants. Exploring Their Wonders. Ed. Insectivorous Plant Society, Japón. 107 pp.